# Chaetonotus laterospinosus
Chaetonotus laterospinosus är en djurart som tillhör fylumet bukhårsdjur, och som beskrevs av Visvesvara 1964. Chaetonotus laterospinosus ingår i släktet Chaetonotus och familjen Chaetonotidae. Inga underarter finns listade i Catalogue of Life.